# Balada pentru vioară și orchestră
Balada pentru vioară și orchestră op. 29 de Ciprian Porumbescu este una dintre cele mai cunoscute lucrări ale acestuia. Compusă în 1880, este una dintre puținele lucrări românești ale secolului al XIX-lea care se bucură de mare popularitate în continuare, stilizând elemente ale doinei, baladei și romanței și prezentându-le într-o scriitură instrumentală romantică, expresivă, de mare lirism.